# Louis Majorelle
Louis Majorelle (Toul, 1859. szeptember 26. – Nancy, 1926. január 15.) francia lakberendező és bútortervező.
Auguste Majorelle keramikus fia. 1877-ben Millet műhelyében a Képzőművészeti Akadémián tanult. Első művei dísztelenek, az 1925-ös kiállításon bemutatott munkáin megjelennek a díszítések, melyek később egyre stilizáltabbak.

## Ismert munkái

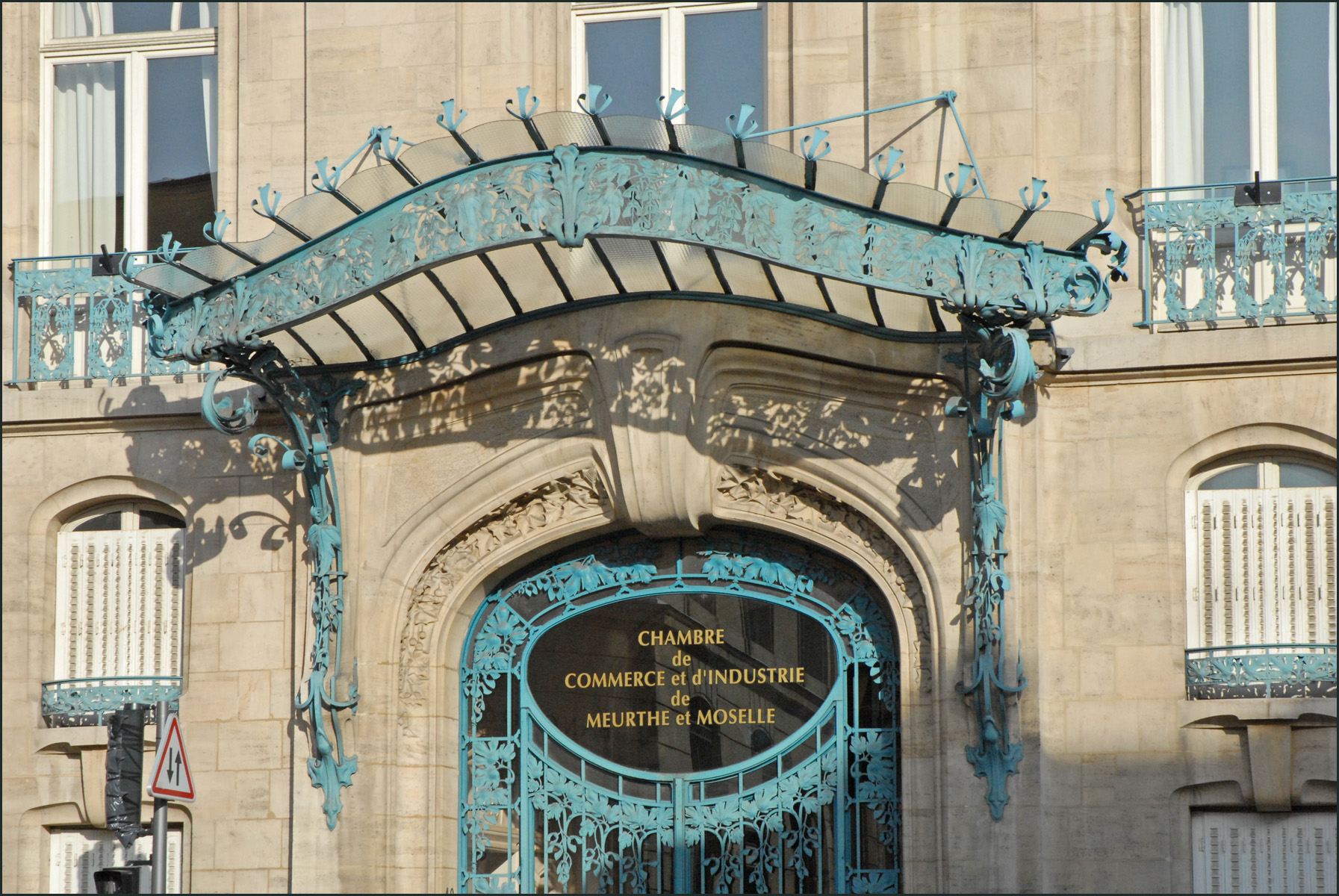
L- Majorelle:Épületportál (Nancy)